# David Erskine, 11. Earl of Buchan

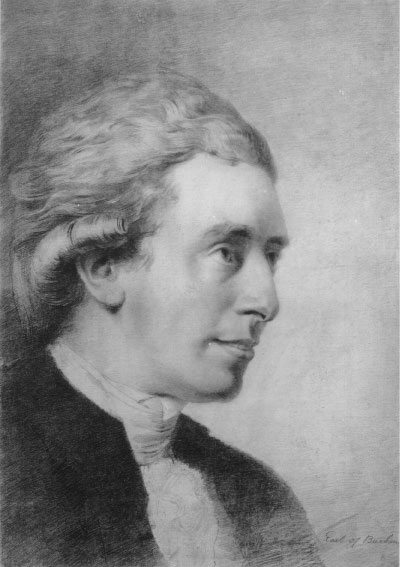
David Erskine, 11. Earl of Buchan

David Stuart Erskine, 11. Earl of Buchan (auch David Steuart Erskine; * 12. Juni 1742; † 19. April 1829 in Dryburgh, Berwickshire), war ein schottischer Adliger.

## Leben
Er war der zweitgeborene, aber älteste überlebende Sohn des Henry David Erskine, 10. Earl of Buchan, aus dessen Ehe mit Agnes Steuart, Tochter des Sir James Steuart, 1. Baronet (of Goodtrees).
Seine Ausbildung an der Foulis Academy in Glasgow und der Universität Leiden beendete er 1763 als Doktor der Rechtswissenschaften (D.LL.) an der Universität Glasgow. 1765 wurde er zum Fellow der Royal Society (FRS) und 1766 zum Fellow der Society of Antiquaries (FSA) gewählt. In den Jahren 1766 und 1767 diente er als Botschaftssekretär der Britischen Botschaft in Madrid.
Beim Tod seines Vaters erbte er 1767 dessen schottische Adelstitel als 11. Earl of Buchan, 6. Lord Cardross und 11. Lord Auchterhouse. In seiner Zeit als Earl gründete er die Society of Antiquaries of Scotland und wurde Gönner und Mäzen der Schriftsteller seiner Zeit. Sir Walter Scott schrieb jedoch, er sei eine Person „… whose immense vanity, bordering upon insanity, obscured or rather eclipsed very considerable talents.“ („… dessen riesige Eitelkeit, die schon an Irrsinn grenzt, seine beträchtlichen Begabungen verschleiert oder nahezu verdeckt.“)
1782 bis 1784 war er Großmeister der schottischen Freimaurergroßloge.
David Stuart starb 1829 in seinem Anwesen Dryburgh Abbey House in Dryburgh, Berwickshire, das er 1786 zusammen mit der Ruine von Dryburgh Abbey gekauft hatte, und wurde dort begraben.
Seine am 15. Oktober 1771 geschlossene Ehe mit Margaret Fraser, Tochter des William Fraser of Fraserfield, blieb kinderlos. Er hatte einen Bastard, Sir David Erskine, der 1798 seine Cousine Hon. Elizabeth Erskine, Tochter des Thomas Erskine, 1. Baron Erskine, heiratete, aber als illegitimer Sohn nicht erbberechtigt war. Deshalb folgte ihm sein Neffe Henry David als 12. Earl.